# رکس آدامز
رکس آدامز (انگلیسی: Rex Adams (footballer)؛ ۱۳ فوریه ۱۹۲۸ – ۱۴ ژانویه ۲۰۱۴) یک بازیکن فوتبال بود.
از باشگاه‌هایی که در آن بازی کرده‌است می‌توان به باشگاه فوتبال بلکپول، باشگاه فوتبال اولدهام اتلتیک، و باشگاه فوتبال ووستر سیتی اشاره کرد.